# Eostasina aculeata
Eostasina
Genre
Espèce
Eostasina aculeata, unique représentant du genre Eostasina, est une espèce fossile d'araignées aranéomorphes de la famille des Sparassidae.

## Distribution
Cette espèce a été découverte dans de l'ambre de la mer Baltique. Elle date du Paléogène.

## Publication originale
- Petrunkevitch, 1942 : A study of amber spiders. Transactions of the Connecticut Academy of Arts and Sciences, vol. 34, p. 119–464.